# Уберто Малатеста
Уберто Малатеста (на италиански: Uberto Malatesta; * ок. 1270, † 1324) e италиански политик, кондотиер, водач на наемници, граф на Джиаджоло (близо до Форли).

## Произход
Той е единствен син на Паоло Малатеста Красивия ( * ок. 1246; † 1283/1285) и на съпругата му Орабиле Беатриче († пр. 1303), дъщеря на Уберто, граф на Джиаджоло. Има една сестра:
- Маргерита († пр. 1311), съпруга на Уберто, син на Агинолфо Гуиди, граф на Ромена

## Биография
След смъртта на баща си през 1283/1285 г. израства със сестра си Маргерита в Римини под ръководството на майка си и чичо си Джовани „Джанчото“ Малатеста, който е убиецът на баща му. На 16 септември 1297 г. тайно бяга от Римини, за да отиде в замъка Джиаджоло, но след това намира убежище близо до Галасо да Монтефелтро. Той се сближава с фракцията на гибелините, за която скоро става генерален капитан на Романя.
Воден от отмъстителен дух към семейството си Малатеста, участва в няколко битки там. На 23 май 1300 г. превзема Губио с Монтефелтро и Угучоне дела Фаджола, но те губят след намесата на Канте Габриели и перужанците. Също през тази година той се бие и побеждава своя чичо Малатестино I, завладявайки Чезена.
През 1302 г. завладява замъка Роверсано в ущърб на сем. Да Полента.
На 20 май 1303 г., след съюза на Чезена с Римини, той поема ролята на подест и капитан на града. Народът на Чезена обаче скоро го прогонват, тъй като показва очевидни авторитарни нагласи.
През 1313 г. според традицията той отмъщава на баща си, като убива чичо си Джанчото, с оправданието, че е гвелф.
През 1315 г., съюзен с фракцията на гибелините и Орделафи, той се бие срещу маркиз Оргольози и заедно изгонват последния и семейството му от Форли.
През 1321 г. той се съюзява с Монтефелтро срещу Римини, чиито милиции са водени от Ферантино Малатеста и подкрепяни от Болоня. Силите на гибелините са отблъснати от тези от Римини, които се придвижват напред чак до Урбино.
Той започва да развива експанзионистични идеи, чиято основна цел е да превземе Римини в ущърб на роднините си. Заедно с братовчед си Рамберто той се опитва да отнеме властта от своя чичо Пандолфо I, който е станал регент на града и на фракцията на гвелфите, чрез убийство. Рамберто обаче го предава, като информира самия Пандолфо за заговорите му. Уберто е поканен на вечеря от Пандолфо и Ферантино в замъка Чола Аралди, близо до Ронкофредо. През 1324 г., докато седи на масата, е коварно убит от тримата. След това тялото му е скрито в чувал и отнесено в Меркато Сарачено.

## Брак и потомство
∞ за дъщерята на Руджеро Гуиди, граф на Довадола, от която има един син:
- Рамберто I Малатеста (* 1302, † 1367),[5] кондотиер, граф на Джиаджоло; ∞ за Касандра дела Фаджола, с която има двама сина и две дъщери. Има и двама извънбрачни синове.